# Агирре, Габриэла
Габриэла Агирре (исп. Gabriela Aguirre; род. 19 февраля 1986, Сальта) — аргентинская хоккеистка на траве, полузащитник. Участница летних Олимпийских игр 2016 года, бронзовый призёр чемпионата мира 2006 года, чемпионка Америки 2009 года, чемпионка Панамериканских игр 2007 года.

## Биография
Габриэла Агирре родилась 19 февраля 1986 года в аргентинском городе Сальта.
Играет в хоккей на траве за «Банко».
В 2005 году выступала за сборную Аргентины среди юниорок до 21 года.
В 2006 году в составе женской сборной страны завоевала бронзовую медаль чемпионата мира в Мадриде. Мячей не забивала.
В 2007 году выиграла золотую медаль хоккейного турнира Панамериканских игр в Рио-де-Жанейро.
В 2009 году завоевала золотую медаль Панамериканского чемпионата в Гамильтоне.
Трижды выигрывала медали Трофея чемпионов — золото в 2008 году в Мёнхенгладбахе и в 2016 году в Лондоне, серебро в 2007 году в Кильмесе.
В 2016 году вошла в состав женской сборной Аргентины по хоккею на траве на летних Олимпийских играх в Рио-де-Жанейро, занявшей 7-е место. Играла на позиции полузащитника, провела 6 матчей, мячей не забивала.